# Região Norte Grande Argentino
A Região Norte Grande Argentino é uma das quatro regiões criadas por tratados interprovinciais para a integração regional das províncias argentinas com base no artigo 124 da Constituição Nacional. Em 2001 tinha 759.883 km², sendo sua cidade mais importante San Miguel de Tucumán. Está subdividida em Noroeste argentino (NOA) e Nordeste argentino (NEA).
| Província           | CPA | Pop. (2010) | Sup. (km²) | Capital                             | Bandeira          |
| ------------------- | --- | ----------- | ---------- | ----------------------------------- | ----------------- |
| Tucumán             | T   | 1.511.516   | 22.524     | San Miguel de Tucumán               |                   |
| Salta               | A   | 1.267.311   | 154.775    | Salta                               |                   |
| Misiones            | N   | 1.111.443   | 29.801     | Posadas                             |                   |
| Chaco               | H   | 1.071.141   | 99.633     | Resistencia                         | Bandera del Chaco |
| Corrientes          | W   | 1.035.712   | 88.199     | Corrientes                          |                   |
| Santiago del Estero | G   | 883.573     | 135.254    | Santiago del Estero                 |                   |
| Jujuy               | Y   | 698.474     | 53.219     | San Salvador de Jujuy               |                   |
| Formosa             | P   | 555.694     | 72.066     | Formosa                             |                   |
| Catamarca           | P   | 404.240     | 99.818     | San Fernando del Valle de Catamarca | (não tem)         |
| Total NGA           | -   | 8.039.104   | 755.289    | -                                   | -                 |